# محمد علي بوغازي
محمد علي بوغازي سياسي جزائري، شغل منصب وزير الأشغال العمومية وتهيئة الإقليم والبيئة والعمران بحكومة بن بيتور.
عين وزيرا للسياحة والصناعة التقليدية والعمل العائلي بحكومة جراد في فيفري 2021.

## المناصب
- عضو في البرلمان سنة 1997.
- وزير منتدب لدى وزارة التعليم العالي والبحث العلمي في حكومة بن فليس الأولى، حكومة بن فليس الثانية العهدة الأولى لبوتفليقة.[3]
- مستشار رئيس الجمهورية 2015.[4]

## سيرة ومسيرة
يعتبر من الشخصيات السياسية المحسوبة على التيار الإسلامي، شغل حقيبتي الأشغال العمومية والبحث العلمي، في سنتي 1999 و2000، باسم حركة النهضة، ثاني أكبر الأحزاب الإسلامية المعترف بها.